# Mistrzostwa Polski w Badmintonie 2021
Mistrzostwa Polski w Badmintonie 2021 – 57. edycja mistrzostw, która odbyła się w dniach 15–18 czerwca 2021 roku w Hali Sportowej Zespołu Szkół Rolniczych w Białymstoku.

## Medaliści
| Konkurencja             | Złoty                                                                            | Srebrny                                                                       | Brązowy |
| Gra pojedyncza mężczyzn | Michał Rogalski (Hubal Białystok)                                                | Krzysztof Jakowczuk (Hubal Białystok)                                         | Dominik Kwinta (KSBad Kraków) Mateusz Świerczyński (SBK Suwałki)                                                                               |
| Gra pojedyncza kobiet   | Zuzanna Jankowska (Feniks Kędzierzyn-Koźle)                                      | Kamila Augustyn (SBK Suwałki)                                                 | Wiktoria Dąbczyńska (Orlicz Suchedniów) Anastazja Chomicz (SBK Suwałki)                                                                        |
| Gra podwójna mężczyzn   | Przemysław Wacha (AZSUM Łódź) Michał Łogosz (SKB Suwałki)                        | Miłosz Bochat (ABRM Warszawa) Adam Cwalina (ABRM Warszawa)                    | Maciej Matusz (ABRM Warszawa) Wiktor Trecki (ABRM Warszawa) Robert Cybulski (SKB Suwałki) Przemysław Szydłowski (SKB Suwałki)                  |
| Gra podwójna kobiet     | Wiktoria Adamek (Ząbkowice Dąbrowa Górnicza) Kornelia Marczak (Plesbad Pszczyna) | Paulina Hankiewicz (ABRM Warszawa) Dominika Kwaśnik (Feniks Kędzierzyn-Koźle) | Kamila Augustyn (SBK Suwałki) Aleksandra Goszczyńska (SBK Suwałki) Aneta Skwarczyło (Technik Głubczyce) Agnieszka Wojtkowska (Hubal Białystok) |
| Gra mieszana            | Paweł Śmiłowski (Hubal Białystok) Wiktoria Adamek (Ząbkowice Dąbrowa Górnicza)   | Miłosz Bochat (ABRM Warszawa) Magdalena Świerczyńska (ABRM Warszawa)          | Wiktor Trecki (ABRM Warszawa) Paulina Hankiewicz (ABRM Warszawa) Przemysław Szydłowski (SKB Suwałki) Agnieszka Wojtkowska (Hubal Białystok)    |